# Васкар
Ва́скар (ісп. Huáscar, кеч. Waskar [ˈwɑːskɑːr]; 1503–1532), уроджений Тупак Кусі Вальпа, — 4-й Сапа Інка держави Тавантінсую, що правив з 1527 по 1532 після смерті від віспи свого батька, Вайна Капака та брата Нінана Куйочі.

## Життєпис

### Молоді роки
Походив з династії Верхнього Куско. Син імператора Вайна Капака та його сестри Рава Окльо. При народжені отримав ім'я Тупак Кусі Вальпа (або Кусівальпа). Здобув класичну інкську освіту в ячауасі. Замалоду супроводжував батька у походах проти племен чарко (в сучасній Болівії), брав участь у поході до сучасного Чилі. Під час численних подорожей частно виконував номінальні обо'язки державця у м. Куско. Близько 1515 року призначається спадкроємцем трону. У 1524 році підтверджує свій статус. Проте незадовго до смерті Вайна Капака у 1527 році оголосив своїм наступником іншого сина — Нінана Куйочі. Але той помер від віспи незабаром після батька.

### Війна з Атавальпою
Внаслідок смерті законного спадкоємця трона Кусі Вальпа оголосив себе новим сапа-інкою під тронним ім'ям Васкар. З одного боку, він роздав значні подарунки військовим та знаті, з другого, наказав страчувати можливих претендентів на трон, зокрема свого родича Кусі Атуачі. Також призначив нового верховного жерця бога-Сонця — Кусі Юпанкі. Останній провів коронацію Васкара. Для зміцнення свого положення одружився з сестрою Чукі Віпі.
В цей час в Кіту розмістився його зведений брат по матері Атавальпа. Після деяких дипломатичних кроків відбувся остаточний розрив між ними. Між братами почалася громадянська війна. На чолі військ Васкара став його родич Ванка Аукі, військо Атавальпи — Чалькочіма, Кіскіс, Руміньяві, Укумарі. Спочатку Васкар планував перемогти суперника місцевими загонами з числа вояків племені каньярі, але вони зазнали поразки. Слідом за цим у битві при Чочавайласі віддані Васкару чачапоя також зазнали невдачі. В результаті цього прихильники Васкара втратили міста Кахамарка.
За наказом Сапа Інки місто хауха було перетворено на нову базу, але після поразки у Мантарського мосту, війська Васкара відступили на північ. після цього імператор замінив на посаді командувача (апо кіспая) Ванка Аукі на Майко Юпанкі. Але останній у битві при Янамарка також програв військам Атавальпи.
У 1532 році Атавальпі вдалося зібрати більшу армію (близько 100 тис.) проти Васкара, який виступив на чолі 60 тис. війська. У дводенній битві при річці Котапампа Васкар зазнав нищівної поразки і поранений був захоплений в полон. За наказом Атавальпи в Куско було страчено Васкара, його близьких родичів (близько 80 осіб), а також винищено багатьох сановників, жерців, вчених, поетів, митців імперії.

## Пам'ять
На честь Васкара названо гору в провінції Юнґай (в гірському масиві Кордильєра-Бланка, частині західних Анд) — «Васкаран».